# Acrotriche

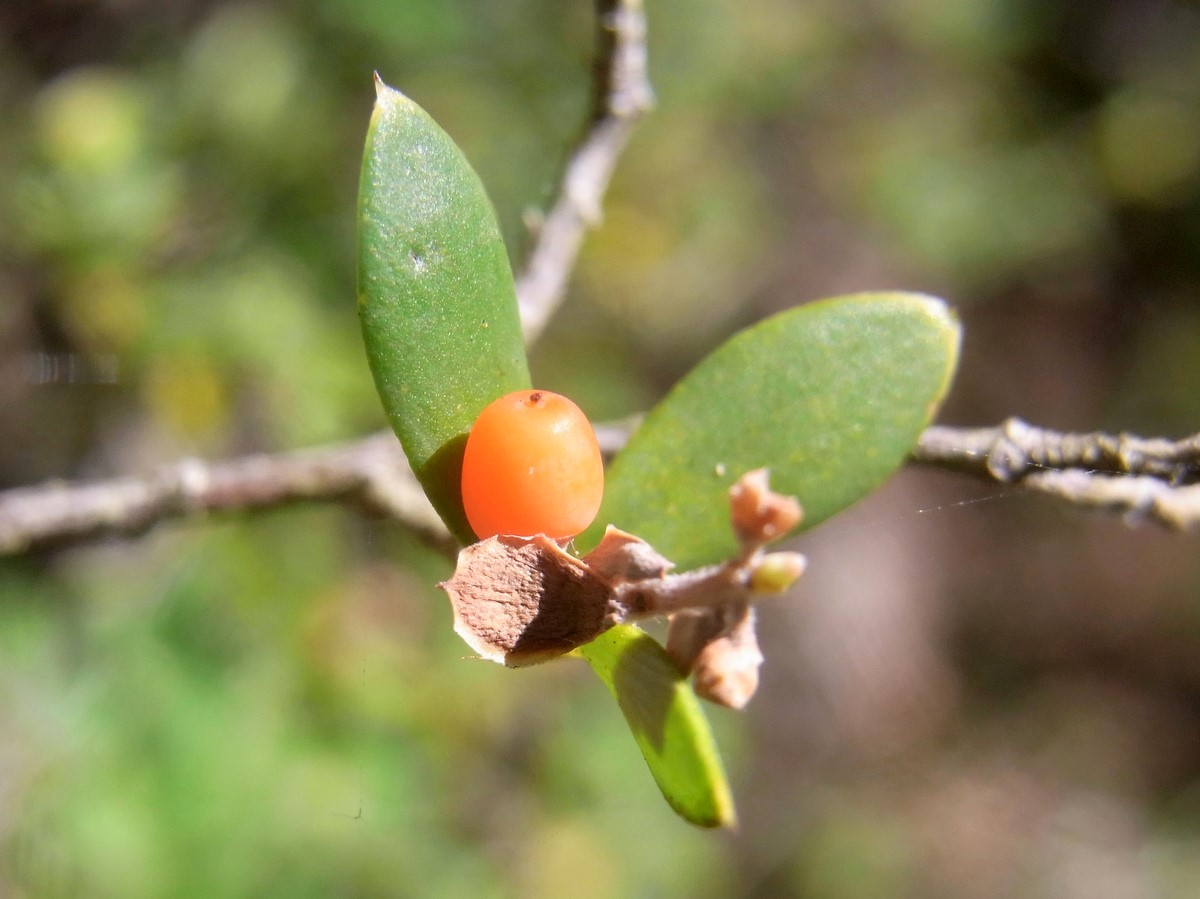
Owoc i liście Acrotriche divaricata

Acrotriche R.Br. – rodzaj z rodziny wrzosowatych (Ericaceae). Według The Plant List obejmuje 18 gatunków. Występują one w południowej i wschodniej Australii. Niektóre gatunki uprawiane są jako rośliny ozdobne.

## Morfologia
PokrójKrzewinki i krzewy.
LiścieJajowate i lancetowate, całobrzegie, płaskie lub podwinięte na brzegach, jednak zawsze z widoczną dolną stroną blaszki.
KwiatyDrobne, zebrane w kwiatostany wyrastające z kątów liści lub z węzłów z nieulistnionych części pędów poniżej ich części ulistnionej. Kielich dwudzielny. Korona lejkowata, zielonkawa, specyficznie owłosiona – w dalszej części rurki i na końcach płatków. Pięć pręcików wystaje nieco z rurki korony, słupek jest krótszy i ukryty w jej wnętrzu.
OwoceKulistawa jagoda.

## Systematyka
Rodzaj należy do plemienia Styphelieae z podrodziny Styphelioideae w obrębie rodziny wrzosowatych Ericaceae. Badania molekularne potwierdzają monofiletyzm rodzaju, a jego najbliższym krewnym (siostrzanym) jest rodzaj Lissanthe. Oba rodzaje wchodzą w skład kladu Cyathodes obejmującego poza tym rodzaje: Leptecophylla, Cyathodes, Agiortia i Acrothamnus.
Wykaz gatunków
- Acrotriche affinis DC.
- Acrotriche aggregata R.Br.
- Acrotriche baileyana (Domin) J.M.Powell
- Acrotriche cordata (Labill.) R.Br.
- Acrotriche depressa R.Br.
- Acrotriche divaricata R.Br.
- Acrotriche dura (Benth.) Quinn
- Acrotriche fasciculiflora (Regel) Benth.
- Acrotriche halmaturina B.R.Paterson
- Acrotriche lancifolia Hislop
- Acrotriche leucocarpa Jobson & Whiffin
- Acrotriche orbicularis Hislop
- Acrotriche parviflora (Stschegl.) Hislop
- Acrotriche patula R.Br.
- Acrotriche prostrata F.Muell.
- Acrotriche ramiflora R.Br.
- Acrotriche rigida B.R.Paterson
- Acrotriche serrulata R.Br.